# Rio de Janeiro Challenger 1989
Il Rio de Janeiro Challenger 1989 è stato un torneo di tennis facente parte della categoria ATP Challenger Series nell'ambito dell'ATP Challenger Series 1989. Il torneo si è giocato a Rio de Janeiro in Brasile dal 13 al 19 novembre 1989 su campi in cemento.

## Vincitori

### Singolare
Luiz Mattar ha battuto in finale  Francisco Roig con il punteggio di 6–4, 6–3

### Doppio
Charles Beckman /  Shelby Cannon hanno battuto in finale  Dácio Campos /  Luiz Mattar con il punteggio di 6–3, 6–2